# André Piettre
Pour les articles homonymes, voir Piettre.
 (avril 2024).
La mise en forme du texte ne suit pas les recommandations de Wikipédia : il faut le « wikifier ».
Les points d'amélioration suivants sont les cas les plus fréquents :
- Les titres sont pré-formatés par le logiciel. Ils ne sont ni en capitales, ni en gras.
- Le texte ne doit pas être écrit en capitales (les noms de famille non plus), ni en gras, ni en italique, ni en « petit »…
- Le gras n'est utilisé que pour surligner le titre de l'article dans l'introduction, une seule fois.
- L'italique est rarement utilisé : mots en langue étrangère, titres d'œuvres, noms de bateaux, etc.
- Les citations ne sont pas en italique mais en corps de texte normal. Elles sont entourées par des guillemets français : « et ».
- Les listes à puces sont à éviter, des paragraphes rédigés étant largement préférés. Les tableaux sont à réserver à la présentation de données structurées (résultats, etc.).
- Les appels de note de bas de page (petits chiffres en exposant, introduits par l'outil «  Source ») sont à placer entre la fin de phrase et le point final[comme ça].
- Les liens internes (vers d'autres articles de Wikipédia) sont à choisir avec parcimonie. Créez des liens vers des articles approfondissant le sujet. Les termes génériques sans rapport avec le sujet sont à éviter, ainsi que les répétitions de liens vers un même terme.
- Les liens externes sont à placer uniquement dans une section « Liens externes », à la fin de l'article. Ces liens sont à choisir avec parcimonie suivant les règles définies. Si un lien sert de source à l'article, son insertion dans le texte est à faire par les notes de bas de page.
- La présentation des références doit suivre les conventions bibliographiques. Il est recommandé d'utiliser les modèles {{Ouvrage}}, {{Chapitre}}, {{Article}}, {{Lien web}} et/ou {{Bibliographie}}. Le mode d'édition visuel peut mettre en forme automatiquement les références.
- Insérer une infobox (cadre d'informations à droite) n'est pas obligatoire pour parachever la mise en page.

Pour une aide détaillée, merci de consulter Aide:Wikification.
Si vous pensez que ces points ont été résolus, vous pouvez retirer ce bandeau et améliorer la mise en forme d'un autre article.
 (août 2017).
André Piettre, né le 3 mai 1906 à Caudry, mort le 21 février 1994 à Châtenay-Malabry, est un économiste français.
Père de sept enfants, il est le mari de Monique Piettre (1907-1996), fille du professeur agrégé de droit Duquesne et ancien  doyen de la Faculté de droit de Paris. Elle est auteur spécialisé dans les études historiques, bibliques et mythologiques et a publié notamment Au commencement était le mythe et La Condition féminine à travers les âges, couronnés par l’Académie française, qui a reçu en 1991 le Grand Prix des écrivains catholiques pour l'ensemble de son œuvre.

## Carrière universitaire
Après avoir effectué ses études de droit, de lettres et sciences politiques à l'Université de Paris, il est docteur en droit et est reçu premier à l'agrégation de droit et de sciences économiques en 1936. Il inaugure sa carrière universitaire à Strasbourg, en 1937. Officier de réserve, mobilisé dès  septembre 1939, il est fait prisonnier en juin 1940. Détenu dans  un " Offlag " (camp spécifique pour officiers), il effectue alors des conférences et des cours de droit et de sciences économiques pour les officiers détenus, de tels enseignements étant validés à la Libération comme cours des Facultés de droit et de sciences économiques et permettant l'obtention du diplôme de licence. Il est rapatrié sanitaire à la fin de 1942 et enseigne à Clermont-Ferrand - où s'était repliée l'université alsacienne -  de début 1943 à octobre 1945. La paix le ramène à sa première chaire  et il est élu en 1952 doyen de la faculté de droit et des sciences économiques de Strasbourg. 
Il enseigne l'économie politique ensuite à Paris de 1953 à sa retraite en 1976. Lors de l'éclatement de la faculté de droit et de sciences économiques de Paris, après la loi Edgar Faure sur l'enseignement supérieur en 1969 et de la création des 2 universités à dominante juridique et économique à Paris, il choisit d'enseigner à l'université de Paris II (dite Paris-Assas), qui est considérée comme l'héritière de l'ancienne Faculté de droit, crée du temps de la Sorbonne historique. Son enseignement d'une économie culturelle s'oppose à celui de Henri Guitton, son collègue dans la même faculté puis dans la même Université, qui est davantage tourné vers les modèles mathématiques.
Il est président du Congrès des économistes de langue française (à compter de 1955). 
Il est élu l’Académie des sciences morales et politiques le 15 juin 1970 dans la section d’économie politique, statistique et finances, au fauteuil d’Alfred POSE .
Il est élu administrateur de la Société d'économie politique en 1976.
Il est président de l'Académie des sciences morales et politiques pour 1980.
Il donne de nombreuses conférences à l’Alliance française, aux Semaines sociales, à l’École Supérieure de guerre et à l'École polytechnique. 
Il devient professeur émérite de l'Université de Paris II en 1981.
Il est membre de la Società Gentiliana di Studi umanistici à Rome  et de la Real Academia de Ciencias economicas à Barcelone.
En avril 1971, il cosigne l'« appel aux enseignants » lancé par l'Institut d'études occidentales après la démission de Robert Flacelière de la direction de l'École normale supérieure.
Il a appartenu au comité de patronage de Nouvelle École.

## Histoire de la pensée économique et sociale
"On peut résumer la vie et l'œuvre d'André Piettre par une remarque de Stuart Mill : “Un économiste qui ne serait qu'économiste serait un bien médiocre économiste.”
En effet, toutes ses réflexions, l'ensemble de ses écrits ont été marqués par un profond humanisme chrétien et par sa passion pour l'histoire des civilisations. Mais l'“appel au réel” — un effort de connaissance des faits économiques et des politiques qu'ils ont suscitées — restera le leitmotiv constant de sa pensée, son approche personnelle de la complexité des hommes et des choses".
Dans son Histoire de la Pensée économique et analyse des Théories contemporaines, il fournit une intéressante structuration du mouvement de la pensée économique et sociale.

### Évolution de la pensée économique et sociale depuis l'Antiquité

#### Économie de service
Trois appels sont émis successivement :
- par les philosophes de l'Antiquité : le service de la Cité
- par les moralistes du Moyen Âge: le service du bien commun
- par les premiers doctrinaires de l'économie nationale : le service du Prince

#### Économie de liberté
Au XVIIIe siècle, la société de l'Europe occidentale passa d'un statut subordonné, avec un ensemble de normes, coutumes, traditions acceptées comme telles, à un statut indépendant. Les contraintes, l'autorité, les dogmes voilà ce que remettent en cause les gens de l'époque : "La majorité des Français pensaient comme Bossuet. Tout d'un coup les Français pensent comme Voltaire : c'est une révolution". Les répercussions de ce mouvement sont visibles à trois niveaux :
- l'émergence générale du libéralisme
- l'impact sur le domaine économique et monétaire
- l'impact dans le domaine social

#### Économie d'Intervention
Après l'économie subordonnée et l'économie indépendante, vient le troisième âge de l'économie dirigée, d'où une ré-évaluation de la dimension sociale sur le plan interne (démocratie sociale) et sur le plan externe (ré-équilibre des nations), d'où les notions nouvelles:
- réaction sociale sous des formes variées : socialisme, marxisme et du réformisme
- réaction nationale sous forme de protectionnisme de conquête pour l'Allemagne, de richesse pour les États-Unis, de défense pour la France.
- réaction intellectuelle et méthodologique avec les écoles historique, sociologique et Institutionnaliste.

### Analyse des théories contemporaines
Alors que la pensée économique avait jusque-là suivi une voie d'affinement depuis la Nature (physiocrates) à l'homme (Adam Smith, Étienne Bonnot de Condillac, ...) pour déboucher vers les mécanismes (marginalisme et théories de l'équilibre), la démarche des théories contemporaines va, selon André Piettre, "procéder à une remontée inverse, curieusement symétrique. En partant d'une analyse révisée des mécanismes fondamentaux, elle est conduite à retrouver l'Homme et ses données psychologiques en ce qu'ils président aux grandes fonctions économiques, pour aboutir finalement à replacer toute l'activité économique dans son milieu historique et sociologique (étude des structures et des systèmes)."

#### Avant la révolution keynésienne
Les mécanismes mis en avant par les classiques avaient centré l'attention sur :
- la valeur et les prix ;
- la répartition et les relations fondamentales d'équilibre ;
- la monnaie et les échanges extérieurs.

Les théories contemporaines ne tardent pas à les remettre en cause.

#### Révolution keynésienne
Comme le dit Keynes, dès les premières lignes de son ouvrage : "J'ai appelé ce livre “Théorie Générale de l'emploi de l'intérêt et de la monnaie, en entendant mettre l'accent sur le préfixe 'générale'. L'objet de ce titre est de montrer l'opposition entre la teneur de mes arguments avec ceux de la théorie 'classique' sous lesquels j'ai grandi et qui ont dominé la pensée économique–à la fois sur le plan pratique et théorique–des gouvernants et du corps académique de cette génération pendant une centaine d'années."
Le système keynésien tient dans une triple affirmation quant à la notion d'équilibre :
- Il n'est pas assuré par les mécanismes classiques.
- Il s'établit sous l'effet de certaines fonctions de caractère psychologique.
- Il s'établit spontanément à un niveau de sous-emploi, qui réclame et commande l'intervention.

#### Après la révolution keynésienne
Jusqu'alors, la notion de dynamique économique était incomplète :
- John Stuart Mill avait critiqué la "vision statique ou stationnaire".
- Alfred Marshall et Wesley Clair Mitchell relancent l'étude via les notions de décalage, de déséquilibre, d'effets cumulatifs et d'anticipation.
- Joseph Schumpeter et Frank Knight développent une théorie plus globale en vue d'expliquer l'évolution économique.

Après la révolution keynésienne, l'étude de la dynamique économique reprend consistance selon plusieurs axes :
- L'étude des flux et de leur évolution (amplifications, anticipations, expansions, ...).
- L'étude des forces (techniques, démographiques, psycho-sociologiques, domination, ...) qui meuvent le processus économique.
- L'étude élargie de la dynamique des structures et des systèmes.

## Humaniste engagé

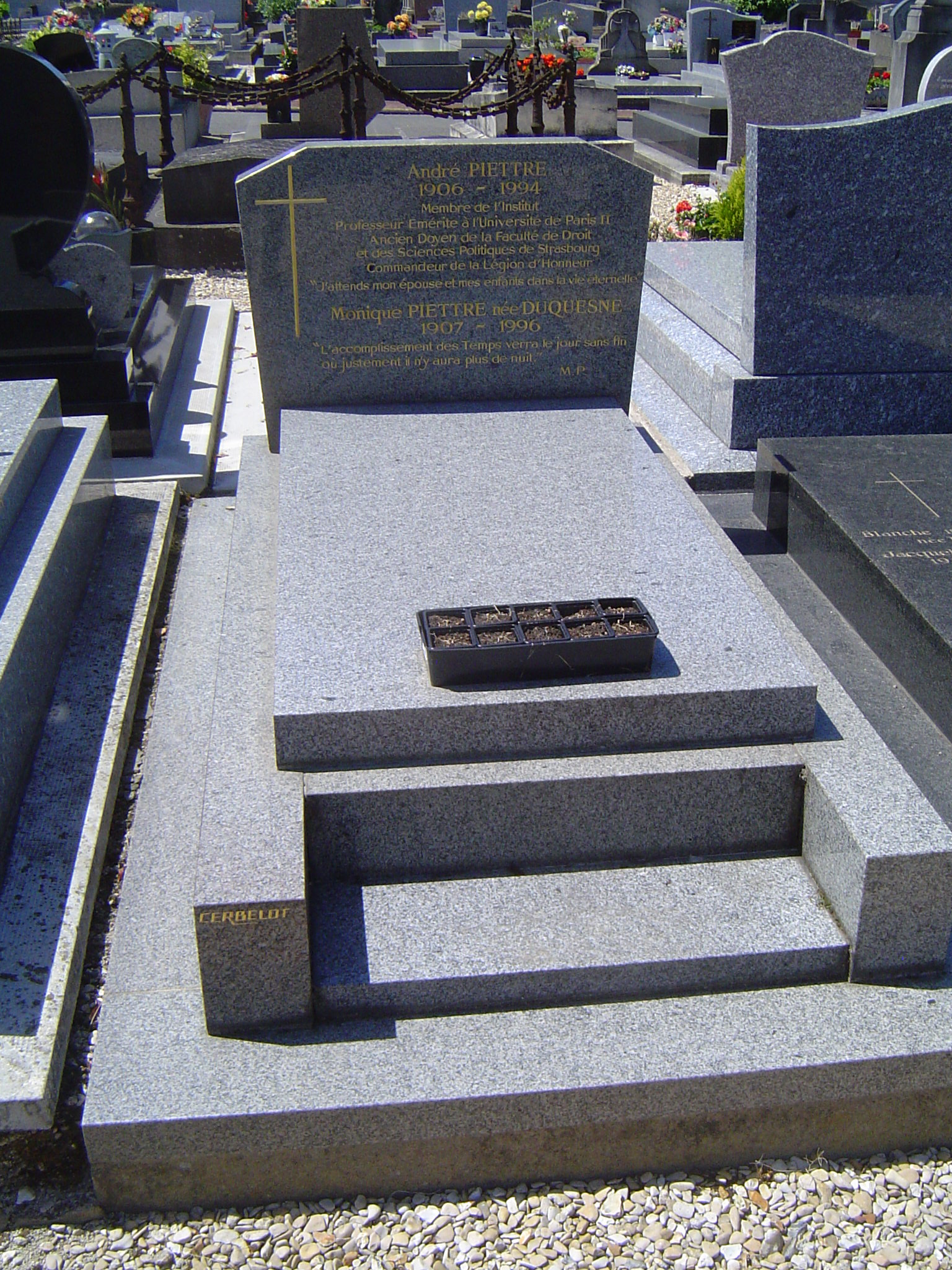
Sépulture d'André Piettre et de son épouse au cimetière ancien de Châtenay-Malabry.

Il est élu à l’Académie des sciences morales et politiques le 15 juin 1970. Sa pensée fut marquée par un profond humanisme chrétien.
Président fondateur de la revue Sursaut (1970), il collabora à de nombreuses revues économiques et à la Revue des Deux Mondes, s'opposant au marxisme et à l'abandon moral. En 1976, il sera un des fondateurs de l'association d'inspiration chrétienne sociale Évangile et société.

## Distinctions
André Piettre est officier des Palmes académiques et commandeur de la Légion d'honneur.

## Citations
"J'ai bâti ma maison tout en haut d'un piton, Et si quelque érudit épluche mes écrits, qu'il sorte de son bagne et monte ma montagne !"
"Les civilisations naissent dans le sacré, s'exaltent dans la liberté et s'épuisent dans l'étatisme."
"Un pays riche doit s'ouvrir aux autres, ils se sont fermés sur le plan commercial au moment même où, sur le plan financier, ils voulaient trop gagner. Tout s'apprend, même le métier de faire fortune" (à propos des États-Unis durant les années 1920)

## Publications
- 1937 : Économie dirigée et commerce international (thèse de droit)
- 1938 : La politique du pouvoir d’achat
- 1947 : Colbertisme et dirigisme
- 1950 : Humanisme chrétien et économie politique
- 1952 : L’économie allemande contemporaine
- 1955 : Les trois âges de l’économie (3e éd. 1983)
- 1957 : Marx et marxisme (5e éd. 1973)
- 1959 : Histoire de la pensée économique et analyse des théories contemporaines (8e éd. 1983)
- 1963 : Lettres à la jeunesse, prix Sobrier-Arnould de l’Académie française en 1964
- 1966 : Ad lucem (poésie)
- 1967 : Monnaie et économie internationale du XIXe siècle à nos jours
- 1969 : La culture en question. Sens et non-sens d’une révolte, prix Alfred-Née de l’Académie française en 1970
- 1969 : Histoire économique et problèmes économiques contemporains (initiation économique) (2e éd. 1973)
- 1970 : Pour comprendre la vie économique, t. I. (2e éd. 1971)
- 1972 : Lettre aux voyous du cœur (sur le prix et le mépris des formes)
- 1976-1977 : Les grands problèmes de l’économie contemporaine, 2 vol.
- 1978 : Église missionnaire ou Église démissionnaire ?
- 1983 : Esthétique d’abord
- 1984 : Les chrétiens et le socialisme
- 1986 : Les chrétiens et le libéralisme